# Zakhmi Aurat
Pour plus de détails, voir Fiche technique et Distribution.
Zakhmi Aurat est un film d'action indien, réalisé par Avtar Bhogal, sorti en 1988.

## Synopsis
Une inspectrice de police est victime d'un viol par des cambrioleurs et cherche à se venger.

## Fiche technique
Sauf indication contraire, les informations mentionnées dans cette section peuvent être confirmées par la base de données cinématographiques IMDb,  présente dans la section « Liens externes ».
- Titre : Zakhmi Aurat
- Réalisation : Avtar Bhogal
- Scénario : Iqbal Durrani
- Photographie : Anil Sehgal
- Montage : Rajeev Gupta
- Musique : Bappi Lahiri
- Production : Ashok Punjabi
- Société de production : Manta Movies
- Langue : Hindi
- Format : Couleurs - 2,35:1 - DTS / Dolby Digital / SDDS - 35 mm
- Genre : Action, drame, thriller
- Durée : 132 minutes (2 h 12)
- Date de sortie en salles :
  - Inde: 2 septembre 1988
- Film interdit aux moins de 12 ans lors de sortie en salles en France.

## Distribution
- Dimple Kapadia : Kiran Dutt
- Raj Babbar : Suraj Prakash
- Anupam Kher : maître Mahendra Nath
- Rama Vij : Dr. Asha Mehta
- Aruna Irani : Salma
- Kalpana Iyer : Kanta